# Copa Adrián C. Escobar
A Copa Adrián C. Escobar foi uma competição de futebol oficial entre clubes da Argentina.[carece de fontes?] Teve sete edições e foi organizado pela Associação do Futebol Argentino (AFA) entre 1939 e 1949. O nome da competição veio do doador do troféu, o Dr. Adrián C. Escobar, então presidente da AFA em 1939, ano da criação da disputa.En el libro de AFA de 1949, consta que la FA liga inglesa intervino en la última edición. 

## História
A competição era disputada num formato heptagonal, através de "mata-mata" com jogos únicos, pelas sete equipes mais bem colocadas na tabela do campeonato da Primera División em curso. Do segundo ao sétimo colocado entravam diretamente nas quartas de final, enquanto que, os campeão da liga oficial entravam diretamente nas semifinais.

## Edições

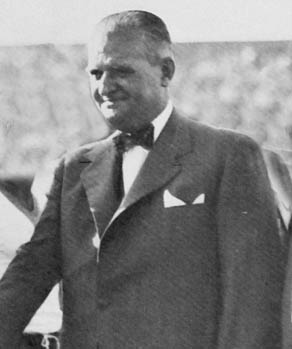
O Dr. Adrián C. Escobar, presidente da Associação, e doador do troféu

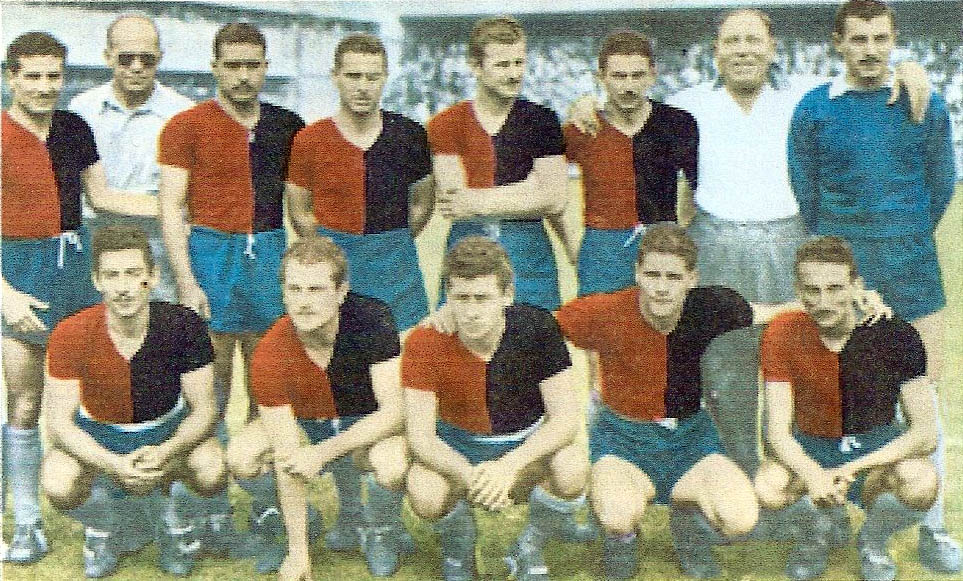
Equipe do Newell's Old Boys, campeã da última edição.

O Huracán é o maior campeão do torneio, com 2 taças. Uma em 1942, após eliminar Newell's Old Boys, San Lorenzo e vencer a final ante o River Plate. E outra em 1943, eliminando River Plate, Independiente e o Platense na grande final. A lista de campões é completada por Independiente, River Plate, Estudiantes de La Plata e Newell's Old Boys, ambos com uma taça.

### Finais
| Ano  | Campeão                             | Vice-campeão                        | Placar(es)                          |
| ---- | ----------------------------------- | ----------------------------------- | ----------------------------------- |
| 1939 | Independiente                       | San Lorenzo                         | 1 – 1 2 – 0                         |
| 1941 | River Plate                         | Huracán                             | 1 – 0                               |
| 1942 | Huracán                             | River Plate                         | 2 – 0                               |
| 1943 | Huracán                             | Platense                            | 0 – 0 (4–1 pen.)                    |
| 1944 | Estudiantes de La Plata             | San Lorenzo                         | 1 – 0                               |
| 1946 | (Interrompida nas quartas de final) | (Interrompida nas quartas de final) | (Interrompida nas quartas de final) |
| 1949 | Newell's Old Boys                   | Racing                              | 2 – 2 (4–2 pen.)                    |

### Títulos por clube
| Time                    | Títulos | Ano(s) do(s) título(s) |
| ----------------------- | ------- | ---------------------- |
| Huracán                 | 2       | 1942, 1943             |
| Independiente           | 1       | 1939                   |
| River Plate             | 1       | 1941                   |
| Estudiantes de La Plata | 1       | 1944                   |
| Newell's Old Boys       | 1       | 1949                   |